# Fugging
Fugging (2020. december 31-ig: Fucking, ejtsd: [ˈfʊkɪŋ]) törpefalu Felső-Ausztria Braunau am Inn-i járásának Tarsdorf községében, Salzburgtól északra. 2020-ban 106 lakosa volt.
A település egykori neve gúnyolódás tárgya volt, mivel angolul trágár szó, a közösülés pejoratív kifejezési formáját jelenti. A település neve a 11. századból származik, a Foco névből, illetve a régi germán -ing képzőből, ami a valakihez tartozást fejezte ki. Tehát az eredeti Focing alak jelentése „Foco népe” volt.
Ennek a falunak a névtábláját lopták el a leggyakrabban Ausztriában pejoratív kicsengése miatt az angol nyelvben. Habár 2004-ben a település névváltoztatásáról már írtak ki népszavazást, az emberek a Fucking név megtartása mellett döntöttek. 
A második világháború után, amikor Salzburg brit és amerikai megszállás alatt volt, az angolszász katonák tudomást szereztek a faluról. Mivel nagyon mulatságosnak tartották a nevét, ezért rengeteg alkalommal látogatták és igen sok fotót készítettek róla. Ekkor vált szinte világhírűvé az addig eldugott, aprócska falu és indult be a turizmus, amelyet sajátos nevének köszönhet.
2012 áprilisában pletykák terjengtek, hogy Fucking lakosai ismét népszavazást indítottak a település nevének megváltoztatását illetően. Erről a The Guardian és a Daily Mirror is beszámolt, miszerint felmerült, hogy Fuggingra cserélnék a falu nevét, de aztán kiderült, hogy már létezik egy ilyen település Ausztriában. Utóbb viszont Fucking polgármestere cáfolta a pletykákat és kijelentette, hogy nem történt semmilyen népszavazás, sőt fel se merült annak gondolata sem.
2020 novemberében a községi tanács – megelégelve a sorozatos helységnévtábla-lopásokat – úgy döntött, hogy 2021. január 1-jén hivatalosan is átnevezi a községet Fuggingra.